# Lega B 2022 (football americano)
La Lega B 2022 è la 31ª edizione del campionato di football americano di secondo livello, organizzato dalla SAFV.

## Squadre partecipanti
| Club               | Città           | Stadio           | Sponsor ufficiale | Risultato nella stagione 2021 |
| ------------------ | --------------- | ---------------- | ----------------- | ----------------------------- |
| Argovia Pirates    | Ammerswil       |                  |                   |                               |
| Bienna Jets        | Bienne          | Stadion Gurzelen |                   |                               |
| Fribourg Cardinals | Friburgo        |                  |                   |                               |
| Geneva Whoppers    | Plan-les-Ouates |                  |                   |                               |
| Luzern Lions       | Lucerna         |                  |                   |                               |
| Sankt Gallen Bears | San Gallo       |                  |                   |                               |

## Stagione regolare

### Calendario

#### 1ª giornata
| Lucerna 10 aprile 2022, ore 14:00 | Luzern Lions | 33 – 13 referto | Bienna Jets | Stadion Allmend\| Arbitro: \| Böni \| |
| Arbitro:                          | Böni         |                 |             |                                       |

| San Gallo 10 aprile 2022, ore 14:30 | Sankt Gallen Bears | 17 – 0 referto | Fribourg Cardinals | Stadion Gründenmoos\| Arbitro: \| Birnbaum \| |
| Arbitro:                            | Birnbaum           |                |                    |                                               |

#### 2ª giornata
| Friburgo 17 aprile 2022, ore 14:00 | Fribourg Cardinals | 50 – 0 referto | Geneva Whoppers | Stade de Guintzet\| Arbitro: \| Gerber \| |
| Arbitro:                           | Gerber             |                |                 |                                           |

| Bienne 18 aprile 2022, ore 14:00 | Bienna Jets | 12 – 22 referto | Argovia Pirates | Sportplatz Mettmoos\| Arbitro: \| Wagner \| |
| Arbitro:                         | Wagner      |                 |                 |                                             |

| San Gallo 18 aprile 2022, ore 14:30 | Sankt Gallen Bears | 6 – 5 referto | Luzern Lions | Stadion Gründenmoos\| Arbitro: \| Birnbaum \| |
| Arbitro:                            | Birnbaum           |               |              |                                               |

#### 3ª giornata
| Plan-les-Ouates 24 aprile 2022, ore 14:00 | Geneva Whoppers | 0 – 50 referto | Luzern Lions | Stade des Cherpines\| Arbitro: \| Petschovsky \| |
| Arbitro:                                  | Petschovsky     |                |              |                                                  |

| San Gallo 24 aprile 2022, ore 14:30 | Sankt Gallen Bears | 28 – 7 referto | Bienna Jets | Stadion Gründenmoos\| Arbitro: \| Birnbaum \| |
| Arbitro:                            | Birnbaum           |                |             |                                               |

#### 4ª giornata
| Buchs 30 aprile 2022, ore 18:00 | Argovia Pirates | 7 – 3 referto | Fribourg Cardinals | Sportanlage Suhrenmatte\| Arbitro: \| Fouillet \| |
| Arbitro:                        | Fouillet        |               |                    |                                                   |

#### 5ª giornata
| San Gallo 7 maggio 2022, ore 14:30 | Sankt Gallen Bears | 50 – 0 referto | Geneva Whoppers | Stadion Gründenmoos\| Arbitro: \| Birnbaum \| |
| Arbitro:                           | Birnbaum           |                |                 |                                               |

| Friburgo 8 maggio 2022, ore 14:00 | Fribourg Cardinals | 8 – 23 referto | Bienna Jets | Stade du Guintzet\| Arbitro: \| Ducommun \| |
| Arbitro:                          | Ducommun           |                |             |                                             |

| Lucerna 8 maggio 2022, ore 14:00 | Luzern Lions | 9 – 14 referto | Argovia Pirates | Stadion Allmend\| Arbitro: \| Birnbaum \| |
| Arbitro:                         | Birnbaum     |                |                 |                                           |

#### 6ª giornata
| Buchs 14 maggio 2022, ore 18:00 | Argovia Pirates | 15 – 27 referto | Sankt Gallen Bears | Sportanlage Suhrenmatte\| Arbitro: \| Petschovsky \| |
| Arbitro:                        | Petschovsky     |                 |                    |                                                      |

| Plan-les-Ouates 15 maggio 2022, ore 14:00 | Geneva Whoppers | 0 – 50 referto | Bienna Jets | Centre sportif des Cherpines\| Arbitro: \| M. Meier \| |
| Arbitro:                                  | M. Meier        |                |             |                                                        |

| Lucerna 15 maggio 2022, ore 14:00 | Luzern Lions | 21 – 0 referto | Fribourg Cardinals | Stadion Allmend\| Arbitro: \| Zwicker \| |
| Arbitro:                          | Zwicker      |                |                    |                                          |

#### 7ª giornata
| Bienne 22 maggio 2022, ore 14:00 | Bienna Jets | 7 – 28 referto | Luzern Lions | Sportplatz Mettmoos\| Arbitro: \| Fouillet \| |
| Arbitro:                         | Fouillet    |                |              |                                               |

| Friburgo 22 maggio 2022, ore 14:00 | Fribourg Cardinals | 6 – 12 referto | Sankt Gallen Bears | Stade du Guintzet\| Arbitro: \| Gerber \| |
| Arbitro:                           | Gerber             |                |                    |                                           |

| Plan-les-Ouates 22 maggio 2022, ore 14:00 | Geneva Whoppers | 0 – 50 referto | Argovia Pirates | Centre sportif des Cherpines\| Arbitro: \| Ducommun \| |
| Arbitro:                                  | Ducommun        |                |                 |                                                        |

#### 8ª giornata
| San Gallo 28 maggio 2022, ore 14:30 | Sankt Gallen Bears | 28 – 7 referto | Argovia Pirates | Stadion Gründenmoos\| Arbitro: \| Strähl \| |
| Arbitro:                            | Strähl             |                |                 |                                             |

| Friburgo 29 maggio 2022, ore 14:00 | Fribourg Cardinals | 12 – 20 referto | Luzern Lions | Stade du Guintzet\| Arbitro: \| Jordan \| |
| Arbitro:                           | Jordan             |                 |              |                                           |

#### 9ª giornata
| Buchs 4 giugno 2022, ore 18:00 | Argovia Pirates | 10 – 42 referto | Bienna Jets | Sportanlage Suhrenmatte\| Arbitro: \| Strähl \| |
| Arbitro:                       | Strähl          |                 |             |                                                 |

| Plan-les-Ouates 4 giugno 2022, ore 18:00 | Geneva Whoppers | 0 – 50 referto | Fribourg Cardinals | Centre sportif des Cherpines\| Arbitro: \| Gerber \| |
| Arbitro:                                 | Gerber          |                |                    |                                                      |

#### 10ª giornata
| Friburgo 12 giugno 2022, ore 14:00 | Fribourg Cardinals | 6 – 21 referto | Argovia Pirates | Stade du Guintzet\| Arbitro: \| Gerber \| |
| Arbitro:                           | Gerber             |                |                 |                                           |

| Lucerna 12 giugno 2022, ore 14:00 | Luzern Lions | 50 – 0 referto | Geneva Whoppers | Stadion Allmend\| Arbitro: \| Birnbaum \| |
| Arbitro:                          | Birnbaum     |                |                 |                                           |

| Bienne 12 giugno 2022, ore 14:30 | Bienna Jets | 7 – 10 referto | Sankt Gallen Bears | Sportplatz Mettmoos\| Arbitro: \| Böni \| |
| Arbitro:                         | Böni        |                |                    |                                           |

#### 11ª giornata
| Buchs 18 giugno 2022, ore 18:00 | Argovia Pirates | 0 – 21 referto | Luzern Lions | Sportanlage Suhrenmatte\| Arbitro: \| Strähl \| |
| Arbitro:                        | Strähl          |                |              |                                                 |

| Plan-les-Ouates 19 giugno 2022, ore 14:00 | Geneva Whoppers | 0 – 50 referto | Sankt Gallen Bears | Centre sportif des Cherpines\| Arbitro: \| Ducommun \| |
| Arbitro:                                  | Ducommun        |                |                    |                                                        |

| Bienne 19 giugno 2022, ore 14:30 | Bienna Jets | 37 – 0 referto | Fribourg Cardinals | Sportplatz Mettmoos\| Arbitro: \| Strähl \| |
| Arbitro:                         | Strähl      |                |                    |                                             |

#### 12ª giornata
| Bienne 26 giugno 2022, ore 14:00 | Bienna Jets | 50 – 0 referto | Geneva Whoppers | Sportplatz Mettmoos\| Arbitro: \| B. Meier \| |
| Arbitro:                         | B. Meier    |                |                 |                                               |

| Lucerna 26 giugno 2022, ore 14:00 | Luzern Lions | 9 – 2 referto | Sankt Gallen Bears | Stadion Allmend\| Arbitro: \| Urben \| |
| Arbitro:                          | Urben        |               |                    |                                        |

#### 13ª giornata
| Buchs 2 luglio 2022, ore 18:00 | Argovia Pirates | 50 – 0 referto | Geneva Whoppers | Sportanlage Suhrenmatte\| Arbitro: \| Urben \| |
| Arbitro:                       | Urben           |                |                 |                                                |

### Classifica
La classifica della regular season è la seguente:
- PCT = percentuale di vittorie, G = partite giocate, V = partite vinte, P = partite perse, PF = punti fatti, PS = punti subiti

| Pos. | Squadra            | PCT  | G  | V | N | P  | PF  | PS  |
| ---- | ------------------ | ---- | -- | - | - | -- | --- | --- |
| 1    | Sankt Gallen Bears | .900 | 10 | 9 | 0 | 1  | 230 | 56  |
| 2    | Luzern Lions       | .800 | 10 | 8 | 0 | 2  | 246 | 54  |
| 3    | Argovia Pirates    | .600 | 10 | 6 | 0 | 4  | 196 | 148 |
| 4    | Bienna Jets        | .500 | 10 | 5 | 0 | 5  | 248 | 139 |
| 5    | Fribourg Cardinals | .200 | 10 | 2 | 0 | 8  | 135 | 158 |
| 6    | Geneva Whoppers    | .000 | 10 | 0 | 0 | 10 | 0   | 500 |

## XVII Finale Lega B
| San Gallo 10 luglio 2022, ore 14:00 | Sankt Gallen Bears | 10 – 6 referto | Luzern Lions | Stadion Lerchenfeld |

## Spareggio promozione
| 16 luglio 2022 | Sankt Gallen Bears | 6 – 20 | Zürich Renegades |  |

## Verdetti
- Sankt Gallen Bears Campioni Lega B; non promossi in LNA 2023.